# Сецхи, Ласло
Ласло Сецхи (венг. Széchy László; 18 ноября 1891 — 9 декабря 1963) — венгерский фехтовальщик, призёр Олимпийских игр.
Ласло Сецхи родился в 1891 году в Араде (сейчас — территория Румынии). В 1924 году на Олимпийских играх в Париже завоевал серебряную медаль в командном первенстве на саблях.